# Super Bowl XXXVII
Super Bowl XXXVII var den 37:e upplagan av Super Bowl, finalmatchen i amerikansk fotbolls högsta liga, National Football League, för säsongen 2002. Matchen spelades den 26 januari 2003 mellan Oakland Raiders och Tampa Bay Buccaneers. De kvalificerade sig genom att vinna slutspelet i konferenserna American Football Conference respektive National Football Conference.
Värd för Super Bowl XXXVII var Qualcomm Stadium i San Diego i Kalifornien. 